# Ängeviksbäcken
Ängeviksbäcken is een van de (relatief) kleine riviertjes/beekjes die het Zweedse eiland Gotland rijk is. Het riviertje ontstaat nabij de oude boerderij (gård) Änge, die gelegen is ten zuiden van de Länsväg 148, even ten westen van Fårösund. Ze stroomt van noord naar zuid en mondt uit in de Ängevik, een baai van de Oostzee.